# Cesare Ercole
Cesare Ercole (Broni, 12 novembre 1952 – Broni, 28 dicembre 2024) è stato un politico italiano.

## Biografia
Dopo essersi diplomato al liceo scientifico Taramelli di Pavia, nel 1978 si laureò in Medicina e Chirurgia presso l'Università degli studi di Pavia, discutendo la tesi su "I traumi cranio cerebrali".
Si iscrisse alla scuola di specialità di neurochirurgia e di scienze dell'alimentazione con indirizzo nutrizionistico.
Dopo un periodo di lavoro come assistente in divisione chirurgica e dopo aver frequentato corsi di odontoiatria, esercitò la carica di medico condotto in vari comuni.
Dal 01/12/1980 al 31/12/2017 fu DIRIGENTE MEDICO DI MEDICINA GENERALE è Responsabile delle funzioni di igiene e sanità pubblica nei Comuni di Albaredo Amaboldi, San Cipriano Po e Campospinoso (Titolare della Convenzione con il SSN per la Medicina Generale in aspettativa dal 04/01/2008 – funzione svolta da un sostituto medico).
Dal 01/05/1984 al 31/12/2002 DIREZIONE TECNICA (SANITARIA) presso la struttura di residenza sanitaria della Fondazione Porta Spinola Amaboldi di Campospinoso, con autonomia gestionale e diretta responsabilità delle risorse umane, tecniche e finanziarie.
Ercole intraprese inoltre la carriera politica divenendo, per due mandati, dal 1993 al 1997 e poi dal 1997 al 2001, sindaco di Broni.
In questo periodo si impegnò a sostenere un gemellaggio con la città di Ferrara.
Alle elezioni politiche del 2001 venne eletto deputato della XIV legislatura con la lista Lega Nord.
Divenne capogruppo lega della XII Commissione Affari Sociali in materia sanitaria, capogruppo lega della Commissione Parlamentare per le questioni regionali e RESPONSABILE SANITARIO del Gruppo Parlamentare LEGA NORD.
Fece inserire il comune di Broni tra i siti di interesse nazionale per la bonifica dell'amianto.
Partecipò a numerosi corsi di aggiornamento, seminari, convegni in materia gestionale, tecnica direzionale, clinica ed igienico-sanitaria in tutta Italia e in Inghilterra, Francia, Cina, India, Slovenia.
Membro dell'associazione parlamentari amici del cavallo e dell'ippica a partire dal 2004.
Divenne presidente dell'associazione medica padana a partire dal 2005.
Candidato sindaco della città di Casteggio nelle elezioni comunali.
Dal 2006 al 2008 entrò, nominato dalla Regione Lombardia, nel consiglio di amministrazione del Policlinico San Matteo di Pavia.
Dal 2008 al 2015, DIREZIONE TECNICA (in qualità di DIRETTORE GENERALE) presso l’Azienda Ospedaliera di Treviglio-Caravaggio che inglobava gli ospedali di Treviglio, San Giovanni Bianco, Romano di Lombardia, Calcinate.
Nel 2009 frequentò il corso di formazione managenerale per direttori di aziende sanitarie.
PARTECIPAZIONE a Corsi IREF di approfondimento e aggiornamento per Direttori Generali :
- "valutare le performance in sanità: esercizio astratto di esperti o possibile strumento di programmazione e di governo del sistema"
- "la formazione in sanità"
- "le specifiche applicative in ambito sanitario del nuovo decreto legislativo in materia di ottimizzazione della produttività del lavoro pubblico e di efficienza e trasparenza delle pubbliche amministrazioni"
- " le strategie di risk management in regione lombardia: buone pratiche ed evoluzione del modello" (primo convegno regionale di risk management in sanità)
- "health technology assessment. opportunità per il governo delle aziende sanitarie "
Docente al corso di epidemiologia applicata "regole di sistema, ricovero e cura" presso il presidio ospedaliero di Treviglio.
RELATORE a vari CONVEGNI, compresi specifici Corsi di managerialità sanitaria presso il CERGAS – Università Bocconi Milano.
Autore di numerose pubblicazioni scientifiche fra cui:
• Belotti Masserini A, Colombelli P, Dognini GP, Cagnoni F, Ercole C, Destro M. Switch da originator a biosimilare dell'infliximab (CT-P13) in una paziente affetta da spondilite anchilosante (SA). Accettato, ma non ancora presentato al 52º Congresso Nazionale della Società Italiana di Reumatologia (25-28/11/15).
• Belotti Masserini A, Colombelli P, Dognini GP, Cagnoni F, Ercole C, Destro M. Correlazione tra concentrazione sierica del peptide natriuretico di tipo B (NT-proBNP) e pressione arteriosa polmonare in pazienti affetti da sclerosi sistemica anticentromero positiva. Osservazionedella casistica personale. Reumatismo 2014; Vol.66. (numero speciale 1). P019:232. 2014. Atti del 51º Congresso Nazionale della Società Italiana di Reumatologia.
• Colombelli P, Belotti Masserini A, Galimberti V, Della Mussia F, Corti D, Pezzica E, Ercole C, Destro M. Kikuchi Fujimoto Disease: caso clinico a presentazione cutanea e linfonodale in paziente con tiroidite autoimmune. Reumatismo 2014; Vol.66. (numero speciale 1). P015:176. 2014. Atti del 51º Congresso Nazionale della Società Italiana di Reumatologia.
• GP Dognini, M. Destro, F. Cagnoni, A. Belotti Masserini, P.L. Colombelli, A. Coinu, C. Ercole, S. Barni. “Hypertension due to Antiangiogenetic Cancer Therapy with Vascular Endothelial Growth Factor inhibitors: new syndrome or side affect? A local experience”. Atti del XVI Congresso Nazionale AIOM, Roma 24-26 Ottobre 2014.
• M. Destro, G.P. Dognini, F. Cagnoni, V. Galimberti, C. Ercole, S. Barni. Ipertensione e antiangiogenetici: la gestione del paziente oncologico in terapia. Ipertensione e prevenzione Cardiovascolare, vol 21 n.3, pag. 139 P15. Atti del XXXI Congresso Nazionale della Società Italiana dell’Ipertensione Arteriosa, 2014.
Dall’ottobre 2009, Incarico alla Camera dei Deputati di Consulente della Commissione parlamentare di inchiesta sugli errori in campo sanitario e sulle cause dei disavanzi sanitari regionali (autorizzazione Regione Lombardia 21/12/2009 prot. n. H1.2009.0044587).
Nel novembre del 2013 divenne socio onorario dell'associazione per la prevenzione delle malattie genetiche.
Dall’11 marzo 2015, iscritto all’Albo degli Esperti e dei Collaboratori di Agenas nell’Area Clinico/Organizzativa//Epidemiologica/Sociale.
Candidato sindaco della città di Broni nelle elezioni comunali del 2016.
Consigliere comunale di Broni ad oggi.
Dal 04 gennaio 2017, iscritto all’Albo Regionale dei Direttori Generali di Aziende Pubbliche di Servizi alla Persona;
COMPONENTE DA GEN. 2017 AD OGGI DEL COORDINAMENTO SOCIO SANITARIO LEGA LOMBARDA RESPONSABILE DEI MMG.
Divenne componente del comitato tecnico dell'ASST GARDA presso l'ospedale di Desenzano.
Docente presso la scuola politico-amministrativa "La nostra storia".
Dal 2019, incarico ministeriale di componente della task force MIPAAF di Roma.
Componente del collegio tecnico dell'ATS di Pavia. 
Direttore sanitario presso Fondazione Arnaboldi di Campospinoso, Pavia.

## Vita privata
Sposato con Pinuccia Verri : ex vicesindaco e consigliere comunale di S.Cipriano, ora segretaria della Lega Nord di Broni, responsabile DSI pavia, componente consulta identità e cultura, componente del consiglio di amministrazione del Policlinico San Matteo di Pavia.